# Wybory parlamentarne w Grecji we wrześniu 2015 roku
Wybory parlamentarne w Grecji we wrześniu 2015 – przedterminowe wybory do Parlamentu Grecji przeprowadzone 20 września 2015. Były to drugie wcześniejsze wybory parlamentarne w Grecji w tymże roku, po poprzednich ze stycznia 2015.
Do ich rozpisania doszło na skutek rezygnacji ze stanowiska przez premiera Aleksisa Tsiprasa z powodu sprzeciwu części członków jego partii przeciwko umowie kredytowej Grecji. W ich wyniku, najwięcej mandatów uzyskała ponownie Syriza, a Tsipras ponownie objął urząd premiera.

## Geneza
W wyniku wyborów ze stycznia 2015, w których najwięcej głosów zdobyła Syriza, 26 stycznia 2015 nowym szefem rządu został jej lider, Aleksis Tsipras, który zawiązał koalicję z partią Niezależni Grecy (ANEL). W lipcu 2015 zawarł on porozumienie z liderami Eurogrupy w sprawie udzielenia Grecji trzeciej transzy pomocy finansowej w związku greckim kryzysem finansowym w wysokości 35 mld euro w zamian za kolejne cięcia wydatków państwowych i zmiany w prawie.
14 sierpnia 2015 grecki parlament zatwierdził zasady tego porozumienia. Jednakże 43 członków Syrizy, wstrzymało się od głosowania lub zagłosowało przeciwko. Porozumienie zostało przyjętej dzięki poparciu ze strony części opozycji tj. deputowanych Nowej Demokracji, To Potami i PASOK. W takiej sytuacji, 20 sierpnia 2015 premier Tsipras uznał, że utracił większość parlamentarną potrzebną do sprawnego rządzenia i podał się do dymisji, zwracając się do prezydenta Prokopisa Pawlopulosa o zarządzenie nowych wyborów w możliwie najszybszym terminie. W przekonaniu Tsiprasa nowe wybory miały stanowić wyraz poparcia społeczeństwa dla prowadzonej przez niego polityki, w tym wynegocjowanego porozumienia kredytowego.
Prezydent Pawlopulos, zgodnie z przepisami konstytucji, zainicjował dwie próby sformowania nowego rządu, powierzając tę misję liderom dwóch największych pozostałych partii politycznych w parlamencie, tj. liderowi Nowej Demokracji, Wangelisowi Meimarakisowi (21 sierpnia) oraz liderowi Jedności Ludowej, Panajotisowi Lafazanisowi (24 sierpnia). Jednakże z powodu niepowodzenia obu prób, 27 sierpnia 2015 na stanowisko tymczasowego szefa rządu powołał przewodniczącą Sądu Najwyższego, Wasiliki Tanu, a dzień później rozwiązał parlament i wyznaczył termin nowych wyborów na 20 września 2015.

## System wyborczy
Zgodnie z konstytucją, wszyscy obywatele posiadający czynne prawo wyborcze objęci są przymusem wyborczym. Jednak żadne z prawnie obowiązujących kar i sankcji za niewywiązanie się z tego obowiązku, nie zostało nigdy zastosowane. Zgodnie z prawem wyborczym, 250 z 300 mandatów rozdzielane jest w oparciu o ordynację proporcjonalną, z 3-procentowym progiem wyborczym wejścia do parlamentu. Pozostałe 50 mandatów przypada partii, która dostała najwięcej głosów, jako bonus większościowy. Większość parlamentarną osiąga partia lub koalicja, która posiada przynajmniej 151 z 300 mandatów.

## Wyniki wyborów
Frekwencja i liczba głosów ważnych:

Podział mandatów w parlamencie (zgodnie z barwami z tabeli)

Wyniki Syrizy (czerwony) i Nowej Demokracji (niebieski)

- liczba uprawnionych do głosowania: 9 913 609
- liczba oddanych głosów: 5 566 295
- liczba głosów ważnych: 5 431 850 (97,58%)
- frekwencja: 56,16%

### Wyniki w skali kraju
| Komitet wyborczy | Komitet wyborczy                     | Głosy     | Głosy | Głosy | Mandaty | Mandaty |
| Komitet wyborczy | Komitet wyborczy                     | Liczba    | %     | +/–   | Liczba  | +/–     |
| ---------------- | ------------------------------------ | --------- | ----- | ----- | ------- | ------- |
|                  | Koalicja Radykalnej Lewicy           | 1 926 526 | 35.46 | −0,88 | 145     | −4      |
|                  | Nowa Demokracja                      | 1 526 205 | 28,09 | −1,85 | 75      | −1      |
|                  | Złoty Świt                           | 379 722   | 6,99  | +0,71 | 18      | +1      |
|                  | Koalicja Demokratyczna (PASOK-DIMAR) | 341 732   | 6,29  | +1,13 | 17      | +4      |
|                  | Komunistyczna Partia Grecji          | 301 684   | 5,55  | +0,08 | 15      | 0       |
|                  | To Potami                            | 222 349   | 4,09  | −1,96 | 11      | −6      |
|                  | Niezależni Grecy                     | 200 532   | 3,69  | −1,06 | 10      | −3      |
|                  | Unia Centrystów                      | 186 644   | 3,44  | +1,69 | 9       | +9      |
|                  |                                      |           |       |       |         |         |
|                  | Jedność Ludowa                       | 155 320   | 2,86  | brak  | 0       | 0       |
|                  | ANTARSYA-EEK                         | 46 183    | 0,85  | +0,17 | 0       | 0       |
|                  | Pozostali                            | 146 284   | 2,68  | —     | 0       | 0       |
| Razem            | Razem                                | 5,431,850 | 100   | —     | 300     | —       |
|                  |                                      |           |       |       |         |         |
| Źródło:          |                                      |           |       |       |         |         |

## Sytuacja po wyborach
W wyniku wyborów, podobnie jak poprzednich, najwięcej (145) mandatów uzyskała Syriza, która ponownie zawiązała koalicję z partią Niezależni Grecy (ANEL). 21 września 2015 Aleksis Tsipras objął powtórnie urząd premiera Grecji. Z kolei, partia Jedność Ludowa, która powstała w wyniku rozłamu w Syrizie na tle akceptacji dla porozumienia kredytowego, nie zdołała przekroczyć progu wyborczego i nie uzyskała żadnego mandatu.